# Rośliny oleiste

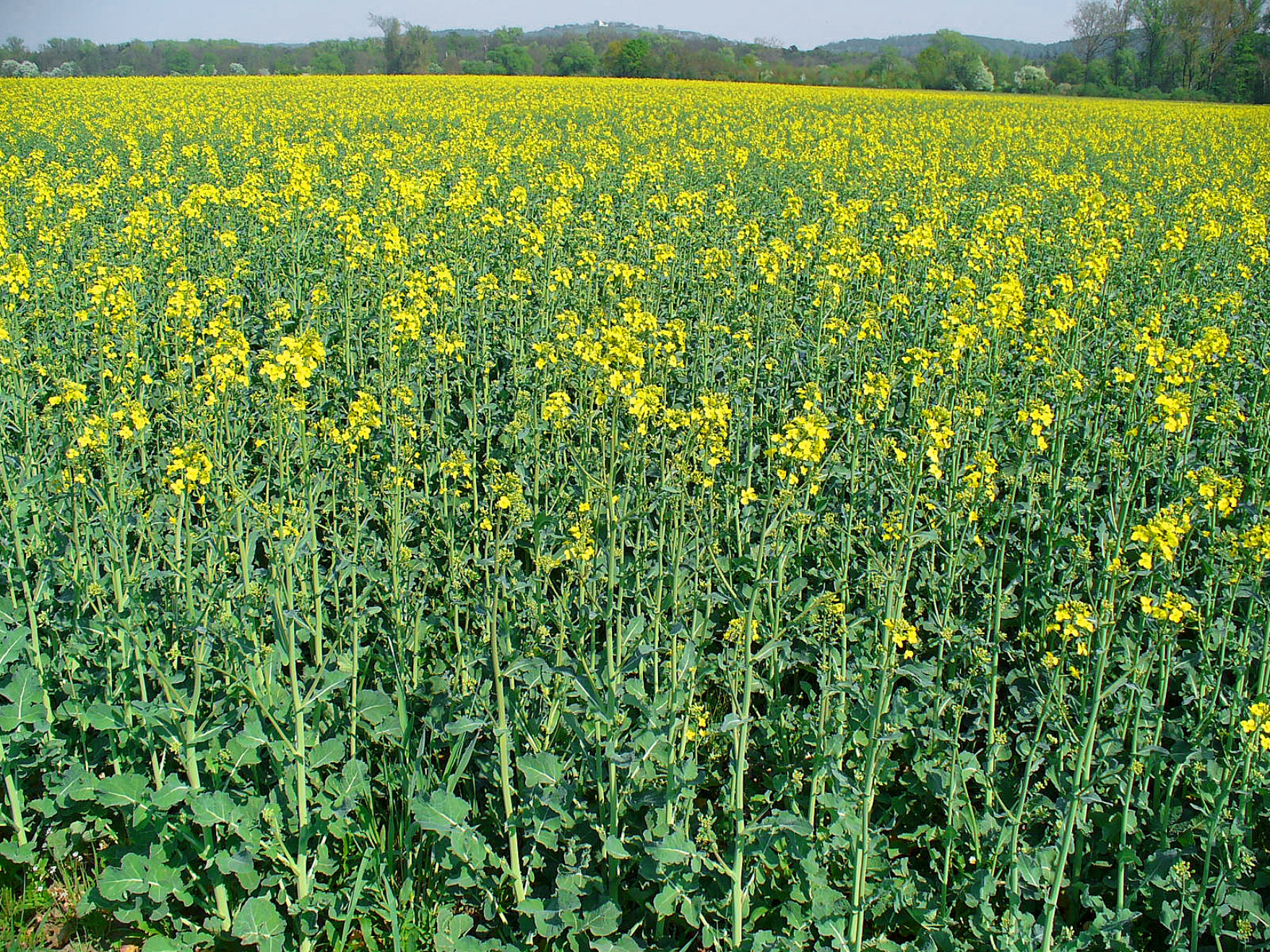
Łan rzepaku

Rośliny oleiste – grupa gatunków roślin przemysłowych, uprawianych ze względu na wysoką zawartość tłuszczu. Tłuszcze (w 90% są to kwasy tłuszczowe) stanowią u roślin użytkowanych jako oleiste ponad 15% suchej masy nasion i owoców. Surowiec pozyskany z roślin przed dalszą obróbką określany jest mianem tłuszczu naturalnego surowego. Tłuszcze roślinne po obróbce mogą mieć konsystencję stałą lub płynną i zwane są olejami roślinnymi. Wykorzystywane są w gospodarstwach domowych oraz w przemyśle cukierniczym, piekarniczym, konserwowym i rybnym, a także do produkcji farb i lakierów, kosmetyków, leków, środków ochrony roślin, produkcji gum i smarowania silników.

## Przykłady roślin oleistych

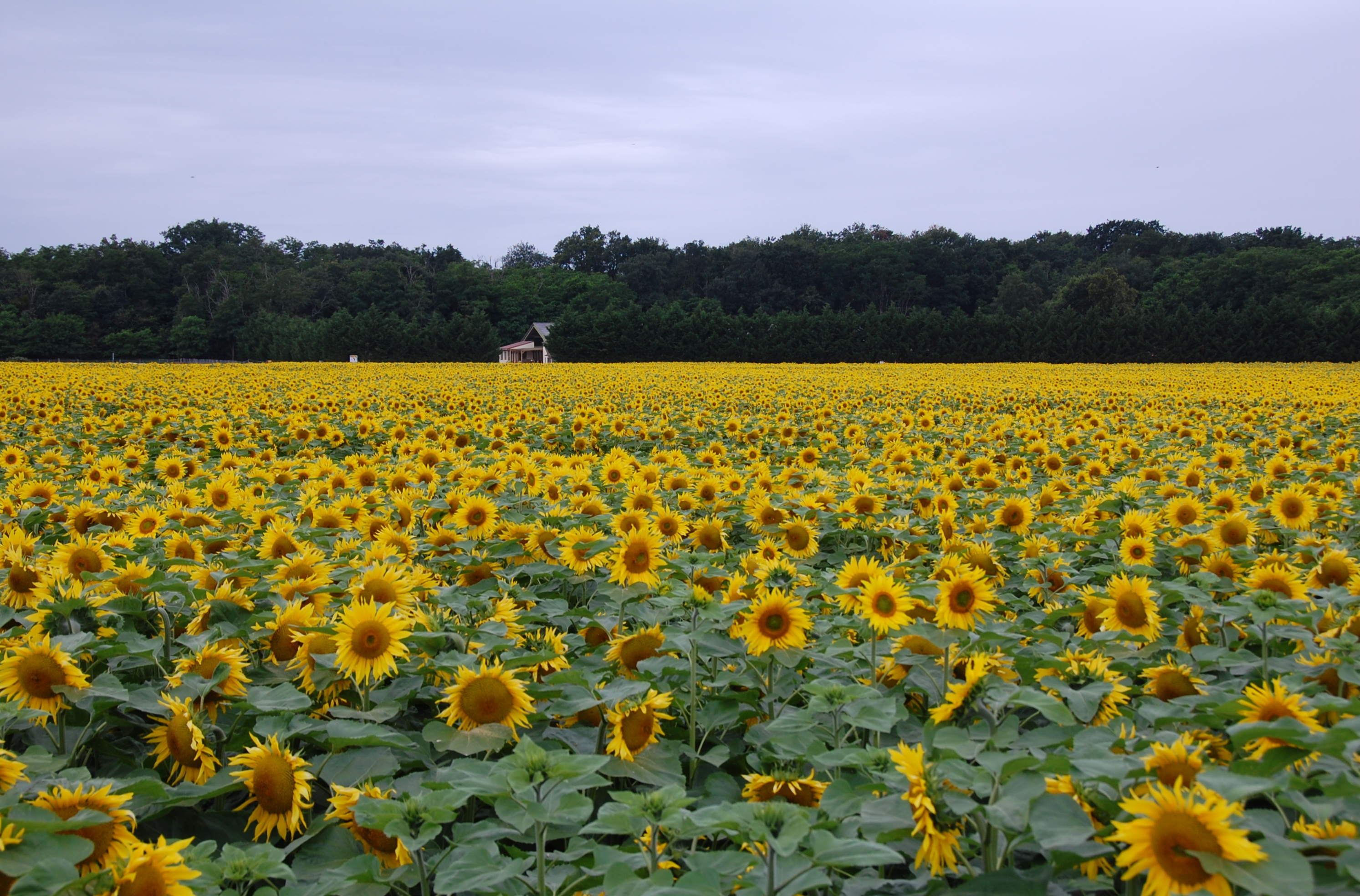
Łan słonecznika

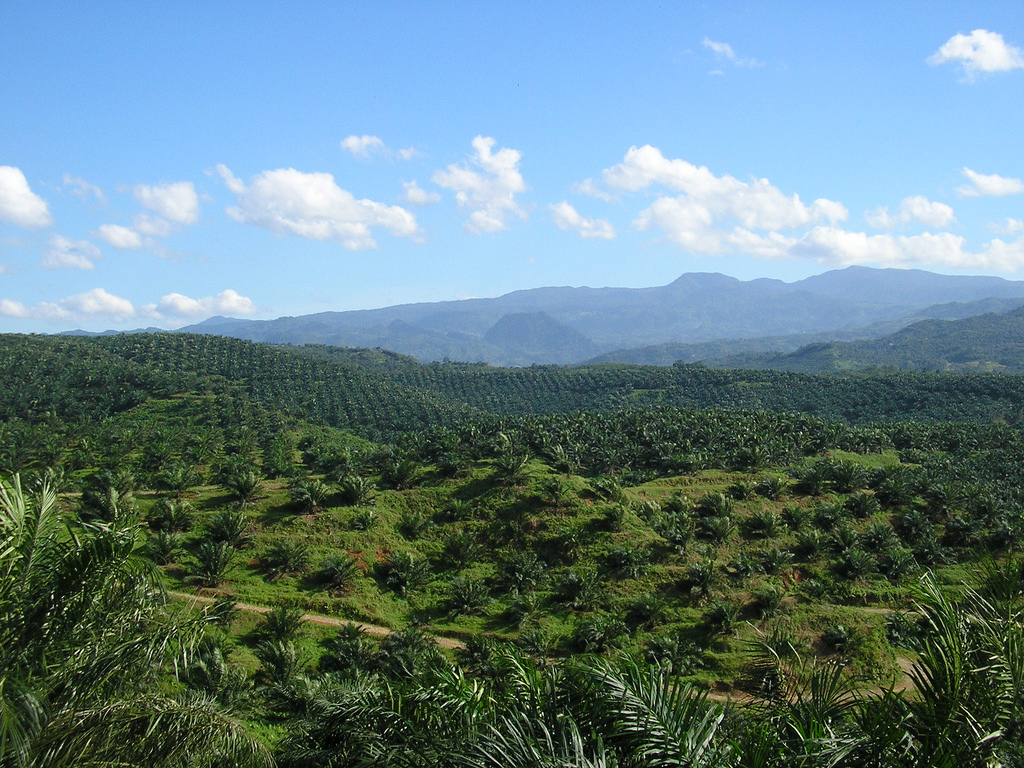
Uprawa palmy olejowej

W skali świata kluczową rolę odgrywa kilkanaście gatunków roślin oleistych, jednak lokalnie wykorzystywanych jest jako źródło tłuszczów roślinnych w sumie ponad 200 gatunków roślin reprezentujących różne rodziny.
W europejskiej strukturze produkcji nasion roślin oleistych główną pozycję zajmują słonecznik (40%) i rzepak (29%), a w krajach unijnych zdecydowanie dominuje (47%) rzepak.
Rośliny oleiste uprawiane w Europie Środkowej:
- rzepak – na olej rzepakowy
- słonecznik zwyczajny – na olej słonecznikowy
- len zwyczajny – na olej lniany
- modrak abisyński (katran abisyński)
- krokosz barwierski
- rącznik pospolity na olej rycynowy
- soja warzywna
- mak lekarski
- rzodkiew oleista
- dynia oleista
- lnicznik siewny

Inne rośliny oleiste: 
- bawełna
- kakaowiec właściwy
- kokos właściwy
- kukurydza zwyczajna
- masłosz Parka
- migdałowiec pospolity
- oliwka europejska
- orzech ziemny
- olejowiec gwinejski (palma olejowa)
- sezam indyjski
- winorośl właściwa